# Јапански носач авиона Таихо
Таихо је био носач авиона у јапанској ратној морнарици за време Другог светског рата. Већина историчара сматра да је Таихо био најбољи јапански носач авиона у Другом светском рату. Иако је учествовао само у једној бици, и у њој потопљен, нико не оспорава његове изузетно добре тактичке и техничке карактеристике, што га ставља у сам врх носача авиона изграђених пре и за време рата.

## Историја
Брод је поручен по 4. програму за замену и попуну флоте. За основу пројекта узет је носач авиона Шокаку, пошто се предлагало да нови тип брода постане основа за ударну групу флоте. На новом пројекту повећана је дебљина хоризонталног оклопа, јер тада су већ ограничења међународних договора била одбачена од стране јапанских дипломата. При пројектовању трупа, одлучено је да се труп сједини са полетном палубом и да палуба буде покривена довољно великим оклопом који може да издржи погодак стандардне авио-бомбе од 500 kg. Тако је палуба постала део трупа и директно учествовала у стабилност брода. Лифтови за авионе, којих је било два, налазили су се на међусобној удаљености од 150 метара, и били покривени оклопном плочом од 5 mm, док је полетне палуба између лифтова имала оклоп од 95 mm. Од лифтова па према крајевима брода оклоп се смањивао до 78 mm. Друга хангарна палуба била је оклопљена са 48 mm дебелим оклопом. Сматрало се, да ће то да буде доста за заштиту брода од поготака авио-бомби. Оклопни појас брода имао је 55 mm, али се у деловима магацина, цистерне са авио-бензином и два погонска одељења повећавао на 150 mm. Сам појас је покривао мало више од 50% дужине трупа, и протезао се по висини све до друге хангарне палубе. Заштита подводног дела укључивала је поделу бродског дна на велики број водонепропусних одељења и две оклопне против-торпедне преграде дебљине 38 mm, које се у рејонима животоважних одељења увеличавају на дебљину од 76 mm. Оклопљавање полетне палубе, утицало је на смањење њене површине.
На новом броду се одустало од два стандардна мања бочна димњака и постављен је један велики који гледа увис, а није савијен ка воденој површини. Да би се смањило задимљавање острвске надградње, димњак је имао 26 степени нагиб нагнут од брода. Брод је од наоружања имао нове 100/65 mm универзалне топове Тип 98 и нове троцевне против-авионске топове 25/96 mm. Састав авиогрупе у бици код Маријанских острва био је следећи: 26 А6М5a, 23 Д4Ј1, 17 Б6Н2 и 2 Д3А1. По бродогрдитељском плану за 1942. годину, урађени су цртежи за 7 бродова модификованог пројекта „Г-15". Измена у односу на Таихо се односила на палубу чије су димензије требало да износе 261,50×29,90 метара. Два брода била су поручена код Кавасакија (N°801 и N°802) а пет код Мицубишија (N°5021-N°5025). Економске могућности јапана нису дозволиле почетак градње ни једног од тих бродова.

## Тактичко-Технички подаци
| Стандардна тежина:         | 29.300 тона                    |
| Пуна тежина:               | 34.200 тона                    |
| Дужина:                    | 260.60 метара                  |
| Ширина:                    | 30.00 метара                   |
| Газ (средњи):              | 9.60 метара                    |
| Полетна палуба:            | 257.70×30 метара               |
| Погон:                     | 8 котла „Канпон“               |
| Снага:                     | 160.000 КС (4 парне турбине)   |
| Брзина:                    | 33.3 чвора                     |
| Даљина пловљења:           | 10.000 наутичких миља/16 чвора |
| Количина горива:           | 5700 тона нафте                |
| Посада:                    | 1751 човека                    |
| Универзална артиљерија:    | 6×2 топа 100                   |
| Противавионска артиљерија: | 17×3 топа 25                   |
| Авиогрупа:                 | 56+26                          |
| Ловци:                     | 18+13 А6М5a                    |
| Обрушавајући бомбардери:   | 17+13 Д4Ј1                     |
| Торпедоносци:              | 18 Б6Н2                        |
| Извиђачи:                  | 3 Д4Ј1-Ц                       |

- „Носач авиона Таихо”. Архивирано из оригинала 29. 9. 2007. г.

## Служба
Носач авиона Таихо уписан је у списак јапанске флоте 7. марта 1944. године и улази у састав 1. дивизије носача авиона. Након интензивне, али кратке борбене обуке, брод је послат у Линга Роуз. Одатле крајем маја и почетком јуна одлази заједно са бродовима Мобилне флоте ка бази на острву Тави Тави. Дана, 14. јуна 1944. године он одлази на север под заставом Ђисабуре Озаве и узима учепће у борби код Маријанских острва. У 9:15 18. јуна брод је погођен једним торпедом испаљеним са америчке подморнице Албакор. Оштећење није било велико и брод наставља пловидбу, међутим није примећено да је погодак торпеда оштетио резервоар авио-бензина и да је почела да се сакупља бензинска пара, која у 15:32 изазива огромну експлозију (највероватније услед неке варнице) након чега брод брзо тоне.